# Miedźno (gmina)

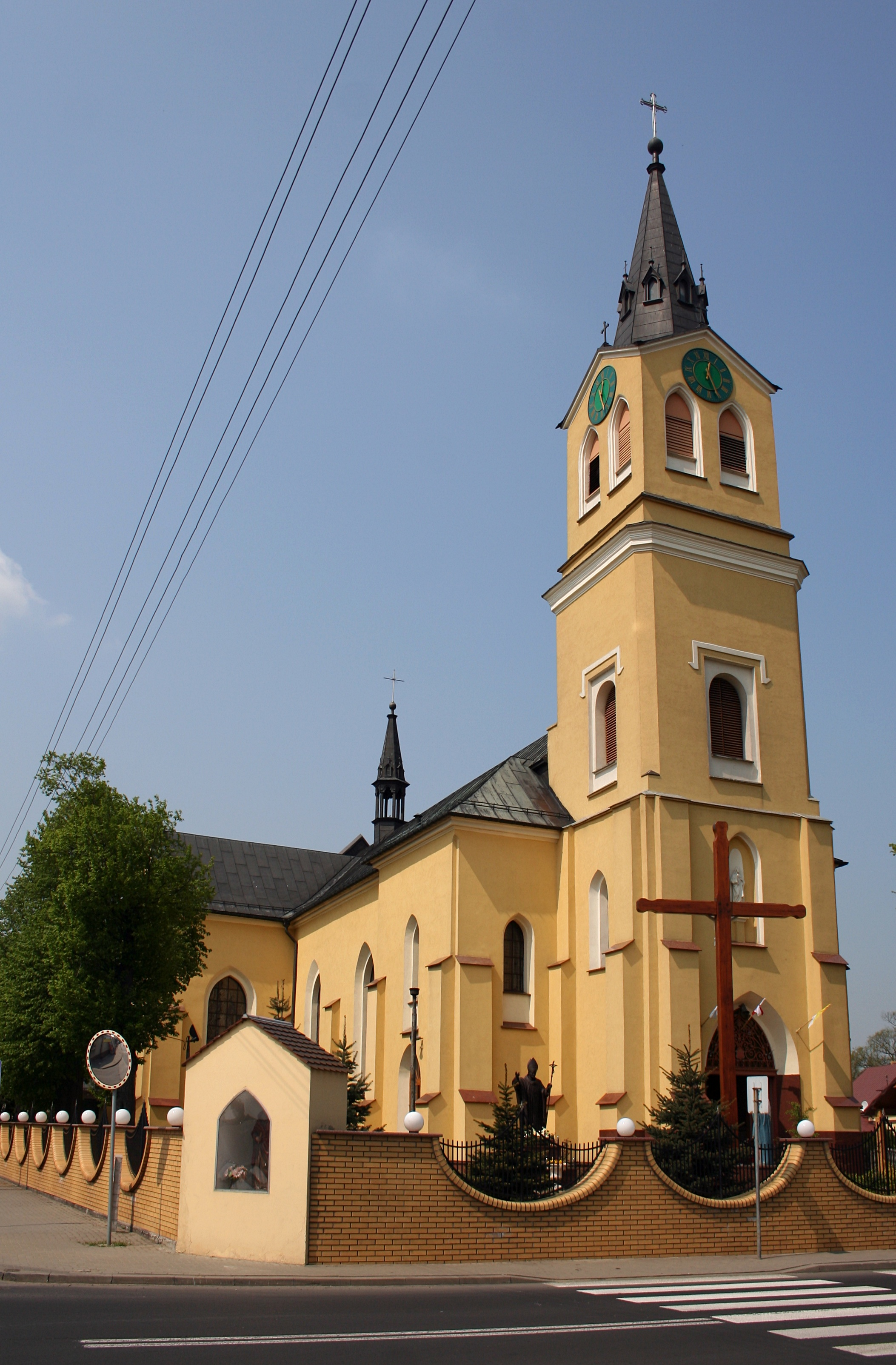
Kościół św. Katarzyny w Miedźnie

Miedźno – gmina wiejska w województwie śląskim, w powiecie kłobuckim. W latach 1975–1998 gmina położona była w województwie częstochowskim.
Siedziba gminy to Miedźno.
Według danych z 30 czerwca 2004 gminę zamieszkiwało 7557 osób.

## Struktura powierzchni
Według danych z roku 2002 gmina Miedźno ma obszar 113,17 km², w tym:
- użytki rolne: 52%
- użytki leśne: 42%

Gmina stanowi 12,73% powierzchni powiatu.

## Ogólna charakterystyka gminy
Gmina Miedźno usytuowana jest w północnej części województwa śląskiego. Geograficznie leży na Wyżynie Wieluńskiej, stanowiącej północno-zachodnią część Jury Krakowsko-Częstochowskiej. Obszar Gminy Miedźno obniża się z zachodu na wschód osiągając na zachodzie wysokość około 255 m n.p.m. i na wschodzie około 205 m n.p.m. Teren gminy charakteryzuje się niewielkimi wzniesieniami przecinanymi dolinami rzek Okszy i Liswarty, a także mniejszych strumieni, obecnie często zanikających. Tereny leśne stanowią około 42% powierzchni gminy zajmując jej wschodnią, północno-wschodnią i zachodnią część. Na terenie gminy podstawową dziedziną gospodarki jest rolnictwo i brak jest praktycznie ośrodków przemysłowych. Daje to gwarancję czystego środowiska. Obszar Gminy zajmuje powierzchnię 113,17 km² i zamieszkuje go ponad 7,5 tys. osób w jedenastu wsiach.

## Nazwa
Nazwę miejscowości w zlatynizowanej staropolskiej formie Myedzwno wymienia w latach (1470–1480) Jan Długosz w księdze Liber beneficiorum dioecesis Cracoviensis.

## Historia
Historia miejscowości wchodzących w skład Gminy Miedźno sięga średniowiecza, choć obszar ten był już zamieszkiwany w czasach rzymskich (osadnictwo z okresu kultury przeworskiej we wsi Mokra). Początkowo przynależały administracyjnie do kasztelanii krakowskiej, stanowiąc jej najdalej na północ wysunięty kraniec. W okresie rozbicia dzielnicowego ziemie te znajdowały się przejściowo w panowaniu książąt opolskich i mazowieckich. Ostatecznie od roku 1391, po zwycięskich wojnach Władysława Jagiełły z księciem Władysławem Opolczykiem, weszły w skład dóbr królewskich wchodząc w skład starostwa krzepickiego. Dynastia Jagiellonów wywarła silny wpływ na historię gminy. Jagiełło jest uważany za założyciela Miedźna, a także fundatora w 1425 roku parafii pod wezwaniem świętej Katarzyny Aleksandryjskiej w Miedźnie.
Administracyjna przynależność do kasztelanii krzepickiej utrzymywała się do czasów „potopu szwedzkiego” w połowie XVII wieku. W roku 1658 Uchwałą Sejmu Rzeczypospolitej królewskie wsie Miedźno, Ostrowy, Łobodo, Kocin weszły do starostwa kłobuckiego. Nowe starostwo zostało przekazane we władanie klasztorowi jasnogórskiemu. Sama wieś Miedźno została oddana za zasługi w walce z najeźdźcą wojewodzie Miączyńskiemu.
Po drugim rozbiorze (1793) obszar obecnej Gminy Miedźno znalazł się we władaniu pruskim, wchodząc w skład tzw. Prus Południowych. Zaborca dokonał w 1797 roku kasacji dóbr klasztoru i włączył je do dóbr rządowych. W czasach Księstwa Warszawskiego weszły one do powiatu częstochowskiego w departamencie kaliskim. Po kongresie wiedeńskim ziemie utrzymały charakter ziem rządowych, pozostając w dotychczasowych strukturach administracyjnych. Teren gminy stał się uposażeniem carskim pod nazwą „Dobra Ostrowy”. W wyniku represji po powstaniu listopadowym zlikwidowano powiat częstochowski. Ziemie gminy weszły wtedy w skład powiatu wieluńskiego.
W okresie powstania styczniowego na terenie gminy dochodziło kilku potyczek oddziałów polskich z armią carską. Największą z nich była bitwa pod Mazówkami w dniu 3 września 1863 r. Na cmentarzu w Miedźnie znajduje się zbiorowa mogiła powstańców.

Gmina na tle zmieniającego się podziału administracyjnego powiatu częstochowskiego

W wyniku reformy administracyjnej przeprowadzonej przez Cara ukazem z dnia 31 grudnia 1866 r. przywrócono powiat częstochowski. W jego ramach utworzono gminę Miedźno. Utrzymała ona ten charakter w niepodległej Polsce. Wchodziła wtedy w skład województwa kieleckiego. W okresie okupacji hitlerowskiej gminę w całości włączono do III Rzeszy. Po zakończeniu wojny, w 1952 roku, władze komunistyczne zlikwidowały gminę Miedźno. W jej miejsce powołano mniejsze, ograniczające się do poszczególnych wsi – gromady.
Gminę Miedźno przywrócono do życia w roku 1973. W latach 1975–1998 wchodziła ona w skład województwa częstochowskiego. Od 1 stycznia 1999 roku, w związku z kolejną reformą podziału administracyjnego kraju, Gmina Miedźno znalazła się w obrębie przywróconego powiatu kłobuckiego, stanowiąc wraz z nim północny kraniec województwa śląskiego.
Ważnym wydarzeniem, które odcisnęło wyraźne piętno na historii gminy, są stoczone 1 września 1939 roku przez Wołyńską Brygadę Kawalerii zwycięskie walki IV Dywizją pancerną. Kawalerzyści skutecznie opóźnili marsz dywizji na Warszawę. Miejsce bitwy upamiętnia wystawiony w 1975 r. przez społeczeństwo Powiatu Kłobuckiego pomnik we wsi Mokra. Corocznie w początkach września odbywają się pod nim uroczystości patriotyczne upamiętniające bohaterstwo żołnierzy września.
Historia i tradycje Gminy Miedźno znalazły swoje odzwierciedlenie w herbie Gminy. Jego centralna postacią jest święta Katarzyna Aleksandryjska, patronka Miedźna. Królewski charakter miejscowości, a także związek z rodem Jagiellonów podkreśla krzyż dynastyczny. Herb został uchwalony przez Radę Gminy Miedźno na sesji w dniu 26 października 2006 roku.

## Turystyka
Turystyczną atrakcją Gminy Miedźno jest zalew na rzece Okszy w Ostrowach. Jest to akwen retencyjno – rekreacyjny o powierzchni 39 hektara. Lustro wody ma szerokość od 200 do 250 metrów. Teren wokół zbiornika jest w dalszym ciągu zagospodarowywany.
Na terenie Gminy wytyczona została ścieżka edukacyjna historyczno-przyrodnicza. W jej ramach powstało kilka tras rowerowych, które prezentują dziedzictwo historyczne, kulturowe i przyrodnicze Gminy. Głównym motywem ścieżki jest upamiętnienie walk Wołyńskiej Brygady Kawalerii. W 2010 roku, w Mokrej, powstało Muzeum Kultury Przeworskiej i Izba Pamięci Bitwy pod Mokrą. W muzeum zgromadzone zostały eksponaty z walk wrześniowych oraz znaleziska z wykopalisk archeologiczno-cmentarnych ciałopalnych z okresu wpływów rzymskich, które znajdowały się wcześniej w Izbie Pamięci Szkoły Podstawowej w Mokrej.
Wśród zabytków gminy warto wyróżnić m.in.:
- kościół parafialny pod wezwaniem św. Katarzyny Aleksandryjskiej, z oryginalną pochodzącą z końca XIX wieku polichromią;
- kaplicę cmentarną zbudowaną ok. 1840 roku przez Miączyńskich, w podziemiach której pochowany jest wojewoda Ignacy Miączyński (Prezes Senatu Królestwa Polskiego podczas Powstania Listopadowego)  i jego rodzina.
- grób powstańców styczniowych z 1863 roku oraz zbiorową mogiłę żołnierzy Wołyńskiej Brygady Kawalerii na cmentarzu w Miedźnie
- drewniany kościół w Mokrej z 1708 roku.
- cmentarzyk choleryczny z 1867 r. przy drodze Miedźno – Ostrowy
- kościół pod wezwaniem św. Andrzeja Boboli w Ostrowy
- stanowisko archeologiczne – cmentarzysko ciałopalne z okresu wpływów rzymskich w Mokrej

## Demografia

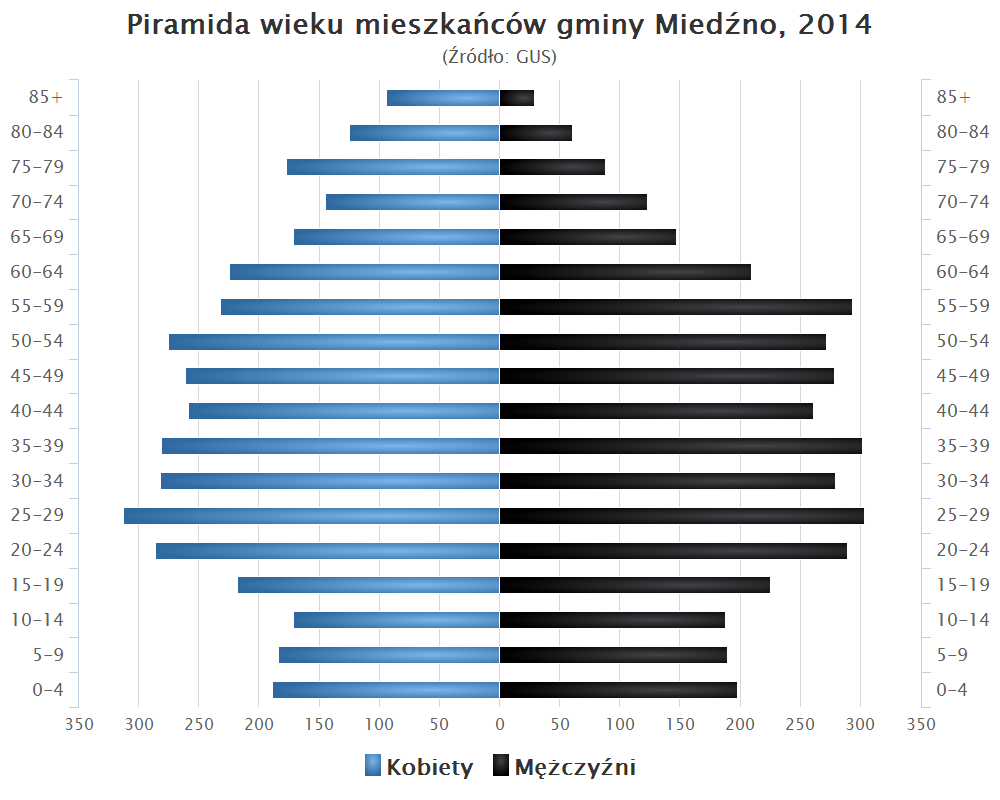
Piramida wieku mieszkańców gminy Miedźno w 2014 roku

Dane z 30 czerwca 2004:
| Opis                              | Ogółem | Ogółem | Kobiety | Kobiety | Mężczyźni | Mężczyźni |
| --------------------------------- | ------ | ------ | ------- | ------- | --------- | --------- |
| jednostka                         | osób   | %      | osób    | %       | osób      | %         |
| populacja                         | 7557   | 100    | 3823    | 50,6    | 3734      | 49,4      |
| gęstość zaludnienia (mieszk./km²) | 66,8   | 66,8   | 33,8    | 33,8    | 33        | 33        |

## Oświata
Na terenie gminy funkcjonują trzy Zespoły Szkolno-Przedszkolne (uszeregowane poniżej od największego do najmniejszego):
- Zespół Szkolno-Przedszkolny w Miedźnie (Gminne Przedszkole w Miedźnie + Szkoła Podstawowa im. Wołyńskiej Brygady Kawalerii w Miedźnie)
- Zespół Szkolno-Przedszkolny w Ostrowach nad Okszą (Gminne Przedszkole w Ostrowach nad Okszą + Szkoła Podstawowa im. Tadeusza Kościuszki)
- Zespół Szkolno-Przedszkolny w Mokrej (Gminne Przedszkole w Mokrej + Szkoła Podstawowa im. Bohaterów Walk pod Mokrą w 1939 r.)

## Ochotnicza Straż Pożarna
Na terenie gminy funkcjonują następujące jednostki OSP:
- OSP Mokra
- OSP Miedźno
- OSP Ostrowy nad Okszą
- OSP Kołaczkowice
- OSP Borowa
- OSP Władysławów

## Sołectwa
Borowa, Dębiniec, Izbiska, Kołaczkowice, Kołaczkowice Małe, Miedźno, Mokra, Ostrowy, Wapiennik, Władysławów.

## Pozostałe miejscowości
Gajówka Sudół, Krzyżówka, Mazówki, Mazówki (osada), Nowy Folwark, Rębielice, Rywaczki, Rywaczki (osada), Świercze.

## Wójtowie gminy Miedźno (od 1990)
- Kazimierz Golba (1990–1998)
- Andrzej Szczypiór (1998–2014)
- Piotr Derejczyk (2014–)

## Sąsiednie gminy
Kłobuck, Mykanów, Nowa Brzeźnica, Opatów, Popów